# Palazzo Bernardini (Lucca)
Il Palazzo Bernardini si trova a Lucca in Piazza Bernardini.

## Storia e descrizione

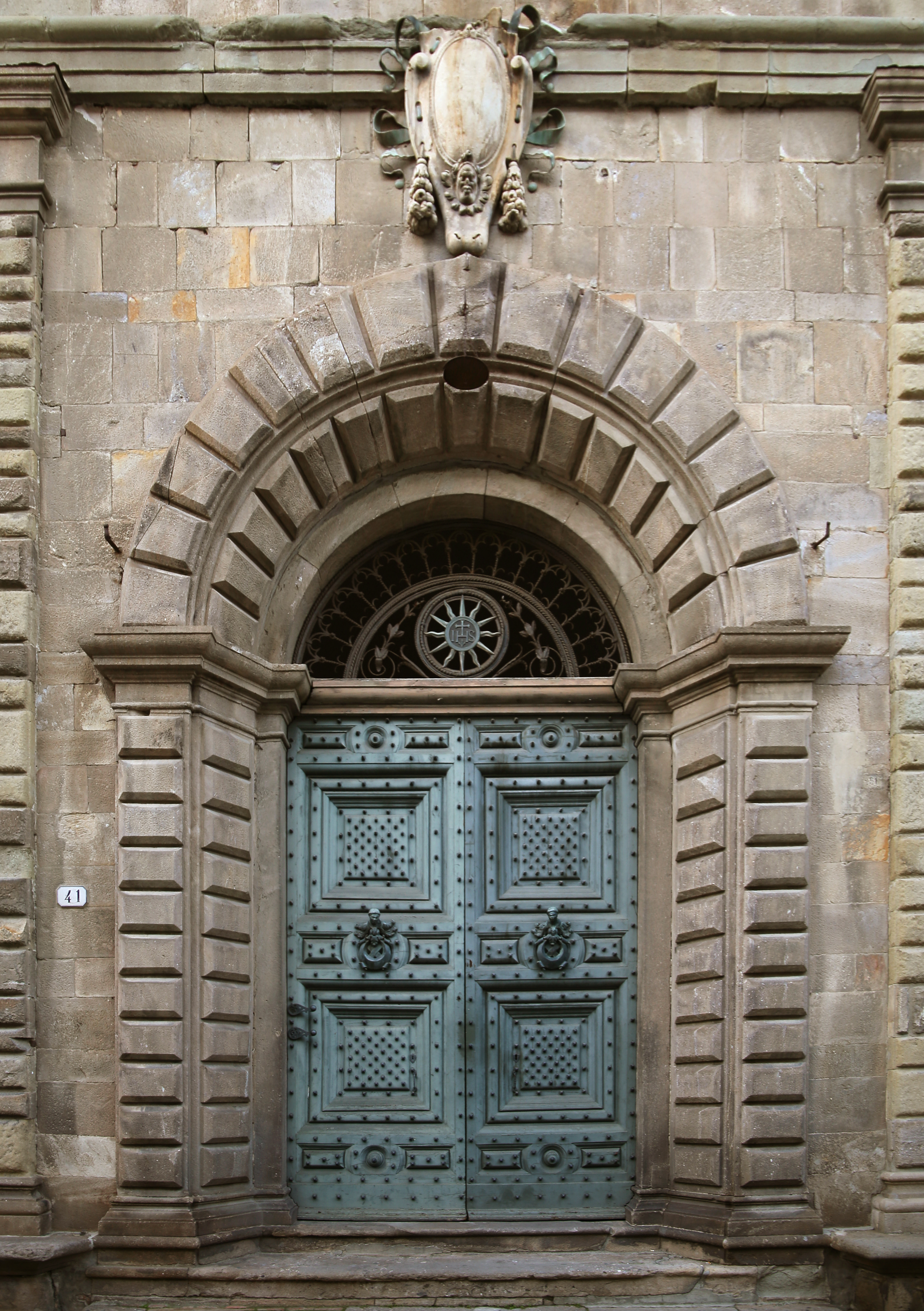
Il portale

La prima parte del palazzo, che è quella centrale, fu costruita tra il 1517 e il 1523 da Martino Bernardini, appartenente alla omonima facoltosa famiglia di mercanti lucchesi.
La facciata dell’edificio è attribuita da alcuni a Francesco Marti e da altri a Nicolao Civitali, figlio di Matteo, e al piano nobile presentava finestre bifore simili a quelle del Palazzo Pretorio. Il cortile interno, le cui colonne e i pilastri sono sormontati da eleganti capitelli compositi invece dell’ordine dorico o tuscanino usati generalmente in città, è quasi certamente opera di Nicolao Civitali. Dell’epoca sono i soffitti a cassettoni ricchi di decorazioni e la rosta del portone arricchito di due bellissimi battenti con teste di moro. 
Le due ali laterali dell’edificio, che si distinguono dalla parte originaria per le finestre più ravvicinate e la diversità della pietra, sono state aggiunte nel XVIII secolo e, contestualmente, furono eliminate le bifore e, di conseguenza, tutte le finestre assunsero le attuali forme cinquecentesche. Furono rifatti anche gli interni del palazzo con ricchi abbellimenti ispirati ad uno stile totalmente diverso dal precedente.
Nel 1785 i Bernardini fecero demolire i loro edifici antistanti al palazzo e ricavarono quella che è l’attuale piazza Bernardini.
Dagli anni 1950 il palazzo è adibito a sede dell’Associazione Industriali, che ne è anche proprietaria.

### La Pietra del diavolo

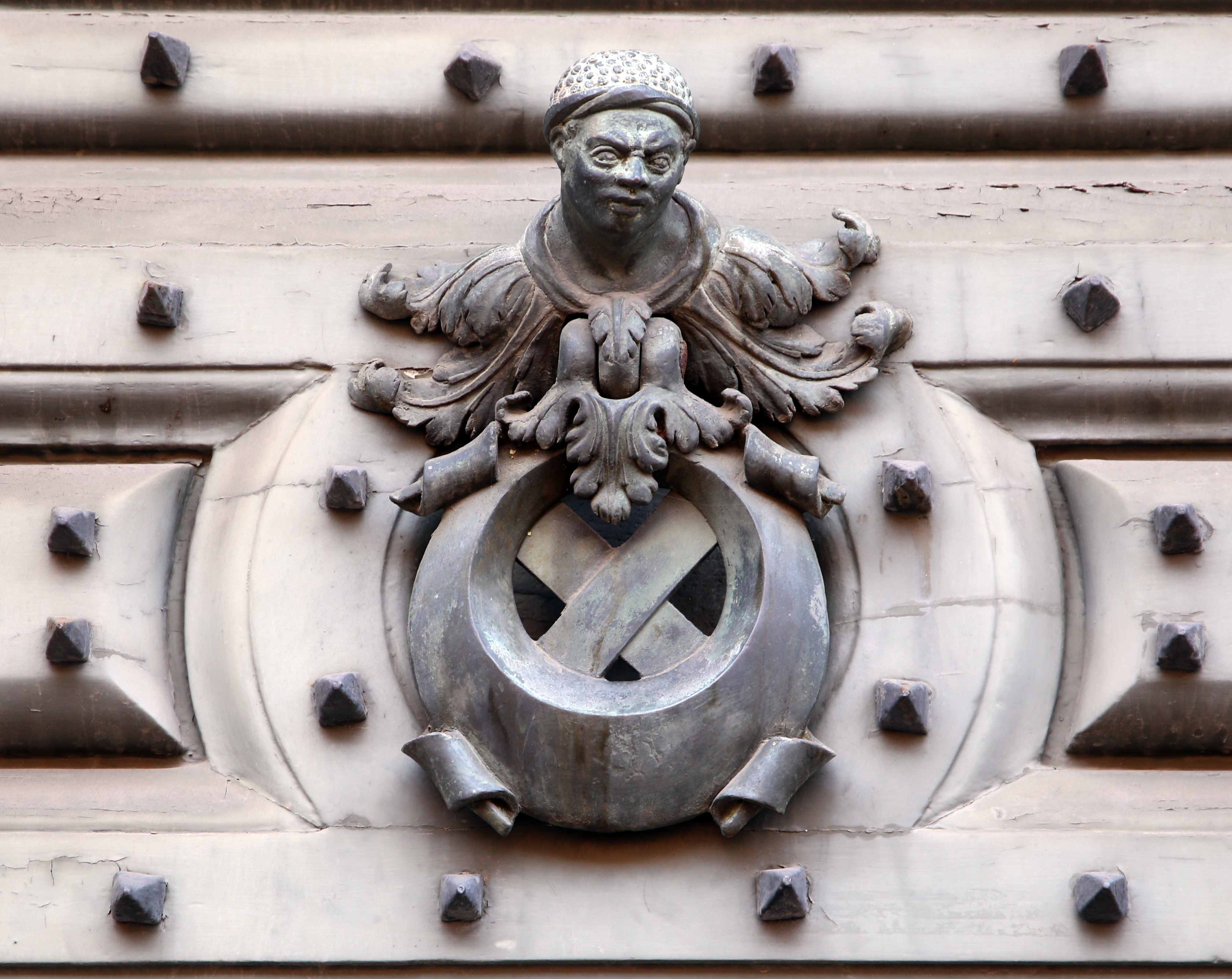
Maniglia del portale centrale con crescente, che allude allo stemma familiare

Particolarmente famosa è la Pietra del diavolo, che è uno degli stipiti di pietra posto sulla prima finestra alla destra del portone. La pietra presenta una anomala curvatura tanto accentuata, nonostante i ripetuti tentativi di riportarla diritta, che ha dato origine ad una leggenda. Si dice che il diavolo convinse i signori Bernardini a costruire un palazzo dove si trovava un'immagine miracolosa della Madonna. L'immagine quindi fu distrutta, ma, nel posto in cui la stessa si trovava, la pietra si incurvò e tale è rimasta fino ad oggi.

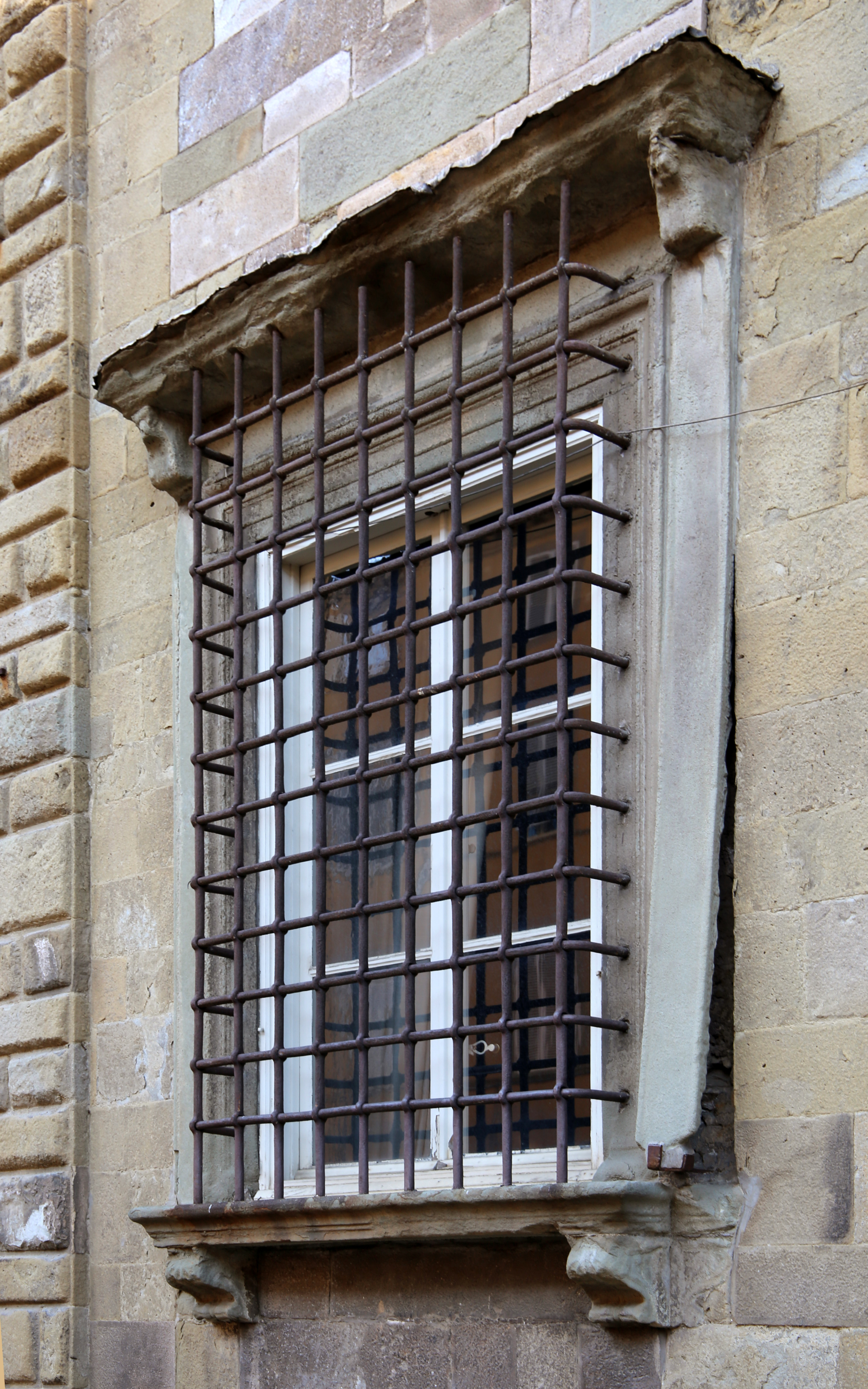
La Pietra del diavolo
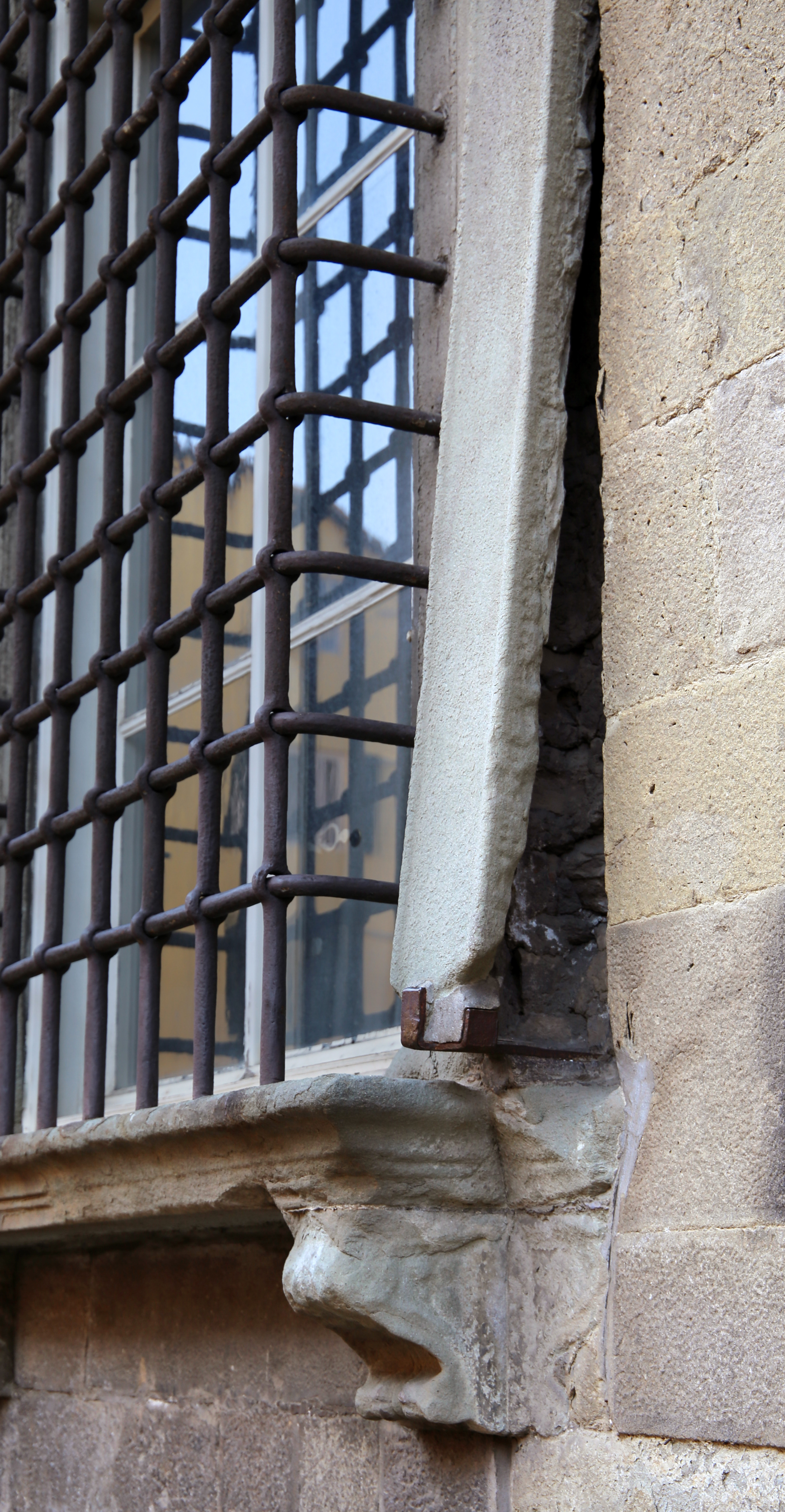
La Pietra del diavolo